# دوغس
دوغس (به ارمنی: Դողս) یک روستا در ارمنستان است که در استان آرماویر واقع شده‌است.  در  کیلومتری شمال آرماویر، مرکز استان آرماویر واقع شده است.

## خصوصیات
دوغس ۳٫۸۲ کیلومترمربع مساحت و ۱٬۲۸۹ نفر جمعیت دارد و ۸۷۰ متر بالاتر از سطح دریا واقع شده‌است.  در  کیلومتری شمال آرماویر، مرکز استان آرماویر واقع شده است.

## نگارخانه

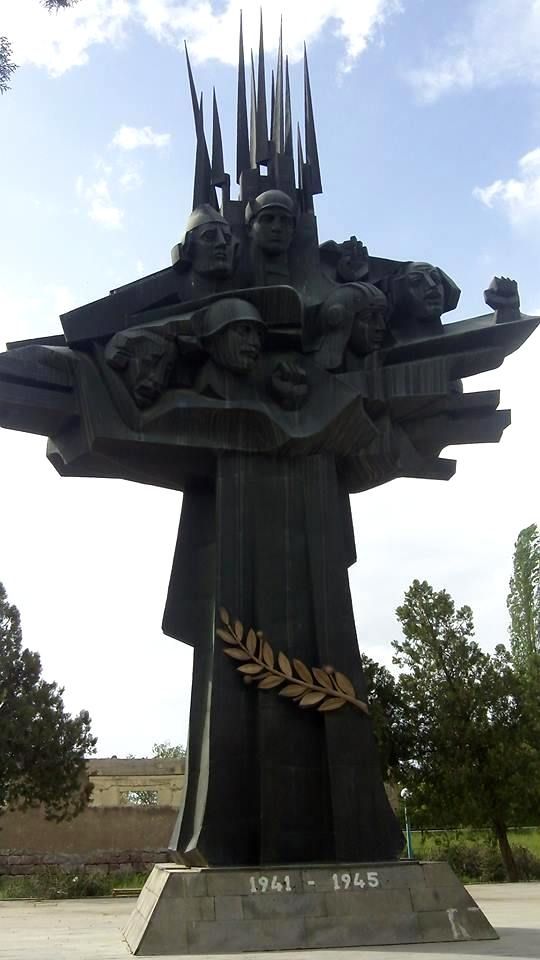
بنای یادبود جنگ جهانی دوم
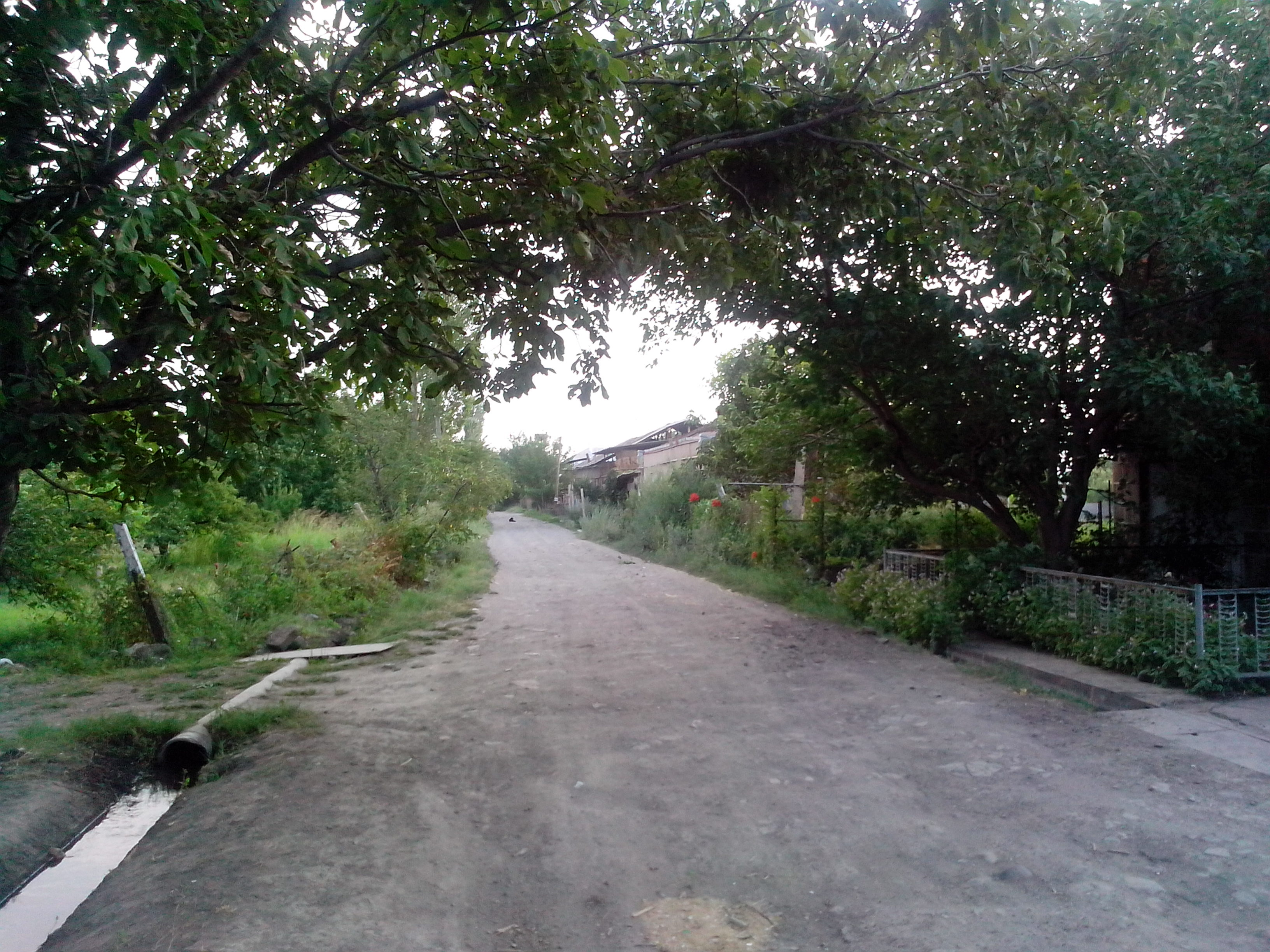
Village streets at Doghs